# HD 215664
HD 215664，又名BD+43 4300，SAO 52348、HR 8666，是一颗恒星，视星等为5.76，位于銀經100.6，銀緯-12.83，其B1900.0坐标为赤經22h 41m 43.9s，赤緯+44° -12.83′ 8″。